# Santa Clara (Kalifornien)
Santa Clara ist eine Stadt im Santa Clara County im US-Bundesstaat Kalifornien mit 127.647 Einwohnern (Stand: 2020) und eine der größten Städte in der San Francisco Bay Area.
Das Stadtgebiet hat eine Größe von 47,6 km². Santa Clara wurde 1852 gegründet, die Einwohnerzahl ist seitdem stark gewachsen. Die Stadt ist das Zentrum des Silicon Valleys, in dem viele High-Tech Unternehmen ansässig sind.

## Geographie
An Santa Clara grenzen die Städte San Jose, Sunnyvale und Cupertino an.
In der Umgebung der Stadt befinden sich die drei kleinen Flüsse San Tomas Aquino Creek, Saratoga Creek und Calabazas Creek. Diese fließen in den südlichen Teil der San Francisco Bay.
Durch diese Bäche hat sich innerhalb der Stadt ein wichtiges biologisches Habitat entwickelt. Hier konnte sich der Kaninchenkauz wieder einleben. Dies ist besonders, da sich diese Tierart durch die andauernde Städteentwicklung in Kalifornien fast aus den Stadtgebieten zurückgezogen hat.
Santa Clara liegt 72 km südöstlich von San Francisco.

## Geschichte
Der erste Europäer, der das Tal besuchte, war 1769 der spanische Soldat José Francisco Ortega. Er entdeckte amerikanische Ureinwohner in diesem Gebiet. Von den Spaniern wurden diese Costanos genannt, welches Küstenbewohner bedeutet. Später wurde dieser Stamm als Muwekma Ohlone bekannt. In dieser Zeit begannen die Spanier Kalifornien zu kolonialisieren. So wurden 22 Missionen in dem heutigen Bundesstaat gebaut. Eine davon, die Mission Santa Clara de Asís, wurde 1777 in der heutigen Stadt Santa Clara gebaut.
1846 wurde die bis dahin unabhängige Republik Kalifornien Teil der Vereinigten Staaten. 1851 wurde auf den alten Grundmauern der Mission das Santa Clara College errichtet. In den späteren Jahren prägte eine starke Landwirtschaft das Gebiet. Es wurde viel Obst und Gemüse auf den fruchtbaren Böden angebaut. Am Anfang des 20. Jahrhunderts wohnten ca. 5000 Menschen in Santa Clara.
Ab 1960 verdrängte das Aufkommen der Halbleiterindustrie in der Region die bisherige Landwirtschaft, von der nur ein kleiner Rest übriggeblieben ist. 1963 wurde das erste Krankenhaus in der Stadt errichtet. Eines der bekanntesten Gebäude der Stadt ist das Agnews Developmental Center.

## Bevölkerungsstruktur
Nahezu die Hälfte aller Einwohner sind europäischstämmige Weiße, während Latinos knapp 20 Prozent an der Bevölkerung stellen. Auch Asiaten sind mit 13 Prozent für US-amerikanische und kalifornische Verhältnisse zahlreich vertreten, während mit nur rund einem Prozent kaum Afroamerikaner in der Stadt leben.

## Wirtschaft
Santa Clara hat mit der Silicon Valley Power einen örtlichen Energieversorger. Diese brachten 2005 das Donald Von Raesfeld Kraftwerk an das Stromnetz.
Durch die Halbleiterindustrie geprägt sind die größten Arbeitgeber der Stadt Applied Materials und die Intel Corporation. Des Weiteren sind hier bekannte Firmen wie Texas Instruments und EMC Corporation ansässig. Die Stadt ist auch Firmensitz der Marvell Technology Group, Trident Microsystems, McAfee, Nvidia, OmniVision Technologies und Palo Alto Networks.

### Ansässige Unternehmen
- Agilent Technologies, Technologieunternehmen
- Advanced Micro Devices (AMD), Entwickler von Mikroprozessoren/Grafikprozessoren für Personal Computer und Spielkonsolen
- Applied Materials, weltgrößter Hersteller und Anbieter von Produkten und Dienstleistungen im Bereich der HalbleiterIndustrie
- Avaya, Telekommunikationskonzern
- California’s Great America, Vergnügungspark
- Coherent, Hersteller von Lasern und Zubehör
- Intel, Hersteller von Halbleitern
- Marvell Technology Group, Hersteller von Speicher-, Telekommunikations- und Halbleiter-Produkten
- McAfee, Hersteller von Antivirus- und Computersicherheitssoftware
- NeoMagic, Hersteller von Grafikchips für die Computerindustrie
- Nvidia, Entwickler von Grafikprozessoren und Chipsätzen für Personal Computer und Spielkonsolen
- Palo Alto Networks, Hersteller von Next Generation Firewalls
- ServiceNow, Technologieunternehmen, das Cloud Computing anbietet
- Sun Microsystems, Hersteller von Computern und Software
- WhatsApp Inc., Entwickler des Kommunikationsdienstes WhatsApp für mobile Endgeräte

## Verkehr
Santa Clara verfügt über zwei große Bahnhöfe, die Santa Clara – Great America Station und die Santa Clara Station. Die Greater Station wird von dem Amtrak Capitol Corridor Zug angefahren. Dieser fährt von der  San Francisco Bay Area bis nach Sacramento. Der nächstgelegene Flughafen ist der San José International Airport. Dieser wird hauptsächlich von der Fluggesellschaft Southwest Airlines angeflogen. Weitere größere Flughäfen in der Nähe sind der San Francisco International Airport und der Oakland International Airport. Die meisten öffentlichen Busse in der Stadt werden von der Santa Clara Valley Transportation Authority kontrolliert.

## Bildung
Die Schulen in Santa Clara stehen unter Aufsicht des Santa Clara Unified School District. Es gibt insgesamt 19 K-8-, Middle- und High-Schools in der Stadt. Viele dieser Schulen sind benannt nach ehemaligen Landwirten, Rangers oder bekannten Persönlichkeiten aus Santa Clara. 
Santa Clara ist auch Sitz der Santa Clara University.

## Sport
In Santa Clara tragen mehrere US-amerikanische Sportklubs ihre Heimspiele aus. Im Juli 2014 wurde das Levi’s Stadium eröffnet. Seitdem tragen die San Francisco 49ers ihre NFL-Spiele dort aus. Am 29. März 2015 fand Wrestlemania 31 im Levi’s Stadium statt, wobei mit fast 77.000 Zuschauern ein Stadionrekord aufgestellt wurde. Auch der 50. Super Bowl wurde hier am 7. Februar 2016 veranstaltet.
Die Fußballmannschaft San Jose Earthquakes spielt im Buck Shaw Stadium, welches sich auf dem Gelände der Santa Clara University befindet.
Des Weiteren gibt es in Santa Clara das George F. Haines International Swim Center, wo lokale, regionale und internationale Schwimmwettkämpfe ausgetragen werden.

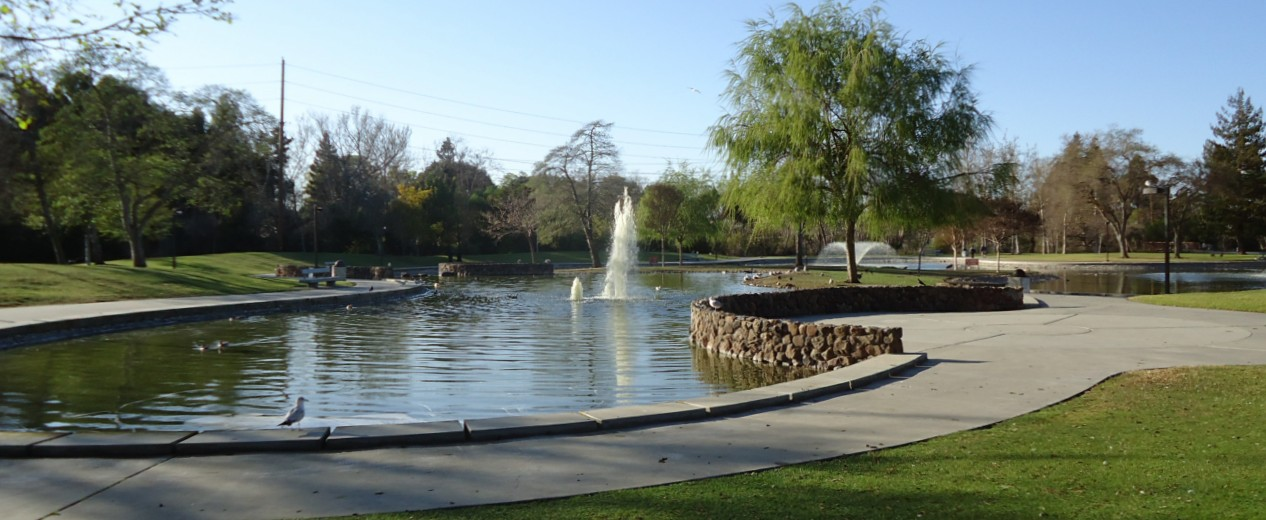
Der Stadtpark

## Sehenswürdigkeiten
In Santa Clara befindet sich der Freizeitpark California’s Great America. Eine weitere Touristenattraktion ist das Santa Clara Convention Center, wo viele Messen und Veranstaltungen rund um das Silicon Valley ausgetragen werden.

## Städtepartnerschaften
Santa Clara pflegt drei internationale Städtepartnerschaften: seit 1972 zu Coimbra in Portugal, seit 1986 zu Izumo in Japan und seit 2014 zu Limerick in Irland.

## Söhne und Töchter der Stadt
- Austin Hall (1880–1933), Schriftsteller
- John Norton (1893–1979), Hürdenläufer
- Roswell McClelland (1914–1995), Flüchtlingshelfer und Diplomat
- Kenneth McVay (* 1940), Website-Betreiber und Aktivist zum Thema Holocaustleugnung
- Jim Plunkett (* 1947), Footballspieler
- Kathleen Lloyd (* 1948), Schauspielerin
- Joe Bottom (* 1955), Schwimmer
- David A. Ebert (* 1958), Ichthyologe und Haiforscher
- Randy Mamola (* 1959), Motorrad-Rennfahrer
- George Packer (* 1960), Journalist und Buchautor
- Michelle Akers (* 1966), Fußballspielerin
- Steve Harwell (1967–2023), Singer-Songwriter und Musiker
- Brian Garrow (* 1968), Tennisspieler
- Khrystyne Haje (* 1968), Schauspielerin
- Huck Seed (* 1969), Pokerspieler
- Kira Reed (* 1971), Schauspielerin, Fernsehmoderatorin und Sexsymbol
- Sarah Rafanelli (* 1972), Fußballspielerin
- Zach Helm (* 1975), Drehbuchautor und Regisseur
- Jim Bogios (* 1976), Schlagzeuger
- Camille Guaty (* 1978), Schauspielerin
- Kerri Walsh (* 1978), Volleyballspielerin
- Sandra McCoy (* 1979), Schauspielerin
- Matt Barnes (* 1980), Basketballspieler
- Aaron Hill (* 1983), Schauspieler
- Bobbi Starr (* 1983), Pornodarstellerin
- Vinay Bhat (* 1984), Schachspieler
- Casey Deidrick (* 1987), Schauspieler
- Alyssa Anderson (* 1990), Schwimmerin
- Haley Anderson (* 1991), Schwimmerin
- Cici Kobinski (* 1991), Fußballspielerin
- Molly Tuttle (* 1993), Sängerin, Songwriterin, Banjospielerin, Gitarristin und Musiklehrerin
- Sarina Bolden (* 1996), philippinische Fußballspielerin
- Kyle Kaiser (* 1996), Automobilrennfahrer
- Liza Soberano (* 1998), Schauspielerin